# 88611 Teharonhiawako

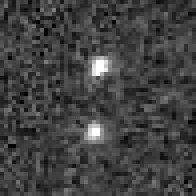
88611 Teharonhiawako

88611 Teharonhiawako eller 2001 QT297 är ett binärt objekt i Kuiperbältet som upptäcktes den 20 augusti 2001 av Deep Ecliptic Survey.

## Sawiskera (måne)
Medelavståndet mellan månen och Teharonhiawako är 27 300 km. Excentriciteten är 0,24 och banan lutar 60°. Omloppstiden är 825 ± 3 d. Diametern är 122 ± 14 km. Rotationen runt den egna axeln är  4,75 el 9,5 dygn. 

## Benämning
Både Teharonhiawako och Sawiskera har fått sina namn från irokesernas skapelsemyt, där de är tvillingar.